# واکوویا

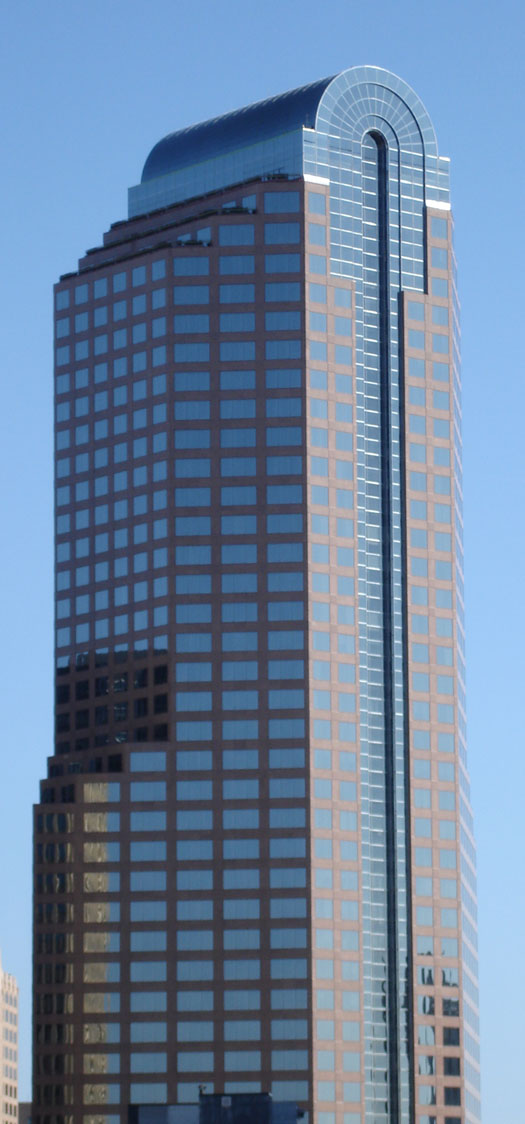
ساختمان مرکزی سابق واکوویا

واکوویا (به انگلیسی: Wachovia) شرکت خدمات مالی و بانکداری آمریکایی بود، که در زمینه ارائه خدمات بانکداری سرمایه‌گذاری، مدیریت سرمایه‌گذاری، مدیریت ثروت و مبادله سهام اختصاصی فعالیت می‌کرد.
این بانک در سال ۱۸۷۹ در شهر شارلوت، کارولینای شمالی راه‌اندازی شد و در سال ۲۰۰۸ در پی ورشکستگی، توسط بانک ولز فارگو خریداری شد و تا پیش از آن، به‌عنوان چهارمین بانک بزرگ ایالات متحده آمریکا شناخته می‌شد. بانک واکوویا در سال ۲۰۱۱ منحل شد و تمامی دارایی‌های آن، در ولز فارگو ادغام گردید.